# Jurisdicción de San Zadornil
Jurisdicción de San Zadornil es un municipio español situado en la comarca de Las Merindades, en la provincia de Burgos, comunidad autónoma de Castilla y León. Tiene un área de 30,99 km² con una población de 56 habitantes (INE 2019) y una densidad de 1,68 hab/km².
La capital del municipio es San Zadornil, situado a 100 km, al nordeste de la capital provincial.

## Geografía

### Entidades de población
| Entidad Local Menor        | Localidad                  | Población 2024 |
| -------------------------- | -------------------------- | -------------- |
|                            | San Zadornil               | 11             |
| Arroyo de San Zadornil     | Arroyo de San Zadornil     | 14             |
| San Millán de San Zadornil | San Millán de San Zadornil | 34             |
|                            | Villafría de San Zadornil  | 7              |

### Recursos forestales
- Peña Carrias, macizo kárstico de 1135 metros de altitud.
- Monte Arcena (454 del C.U.P.)
- El municipio se encuentra en el Parque natural de Montes Obarenes-San Zadornil, que protege densos bosques de hayas, robles y pinares.

## Demografía
Jurisdicción de San Zadornil cuenta con una población de 66 habitantes (INE 2024).
| Gráfica de evolución demográfica de Jurisdicción de San Zadornil entre 1842 y 2021                                  |
| |
| Población de derecho según los censos de población del INE Población de hecho según los censos de población del INE |

## Historia
Jurisdicción de San Zadorníl en el Partido de Castilla la Vieja en Laredo, de realengo, y formada por la villa de San Zadornil y tres lugares:
- Arroyo
- San Millán
- Villafría

A la caída del Antiguo Régimen queda constituido como ayuntamiento constitucional denominado Jurisdicción de San Zadornil, en el Partido de Villarcayo perteneciente a la región de Castilla la Vieja, con las mismas capital y localidades.